# Jak X: Combat Racing
Jak X: Combat Racing (publicat com Jak X a Austràlia, Espanya, Sud Àfrica i al Regne Unit) és el quart joc de la Jak and Daxter. Es tracta d'un videojoc de curses, creat per Naughty Dog i publicat per Sony Computer Entertainment el 2005 per a la PlayStation 2. Jak X segueix el model de la mecànica de la conducció de Jak 3. Es condueix un cotxe armat, amb nitrogen, armes d'atac i de defensa.